# Шевериха
Шевериха — деревня в Клинском районе Московской области, в составе Воздвиженского сельского поселения. Население — 2 чел. (2010). До 2006 года Шевериха входила в состав Воздвиженского сельского округа.
Деревня расположена в северо-западной части района, примерно в 33 км к западу от райцентра Клин, на восточной окраине реликтового Коротовского болота, высота центра над уровнем моря — 154 м. Ближайший населённый пункт — почти примыкающее на юго-западе Таксино.

## Население
| 2002 | 2006 | 2010 |
| ---- | ---- | ---- |
| 4    | ↘0   | ↗2   |